# Regne de Twipra
El regne de Twipra Regne (Sànscrit: Tripura, anglès: Tippera) fou un dels regnes històrics més grans del poble Tipra a l'Índia del nord-est.
El regne Tipra va ser establert al voltant de la confluència del Brahmaputra (Twima) amb els rius Meghna i Surma dins el que avui és Bangladesh central. La capital va ser anomenada Khorongma (Kholongma) i estava a la vora del Meghna a la moderna divisió de Sylhet de Bangla Desh.

## Geografia

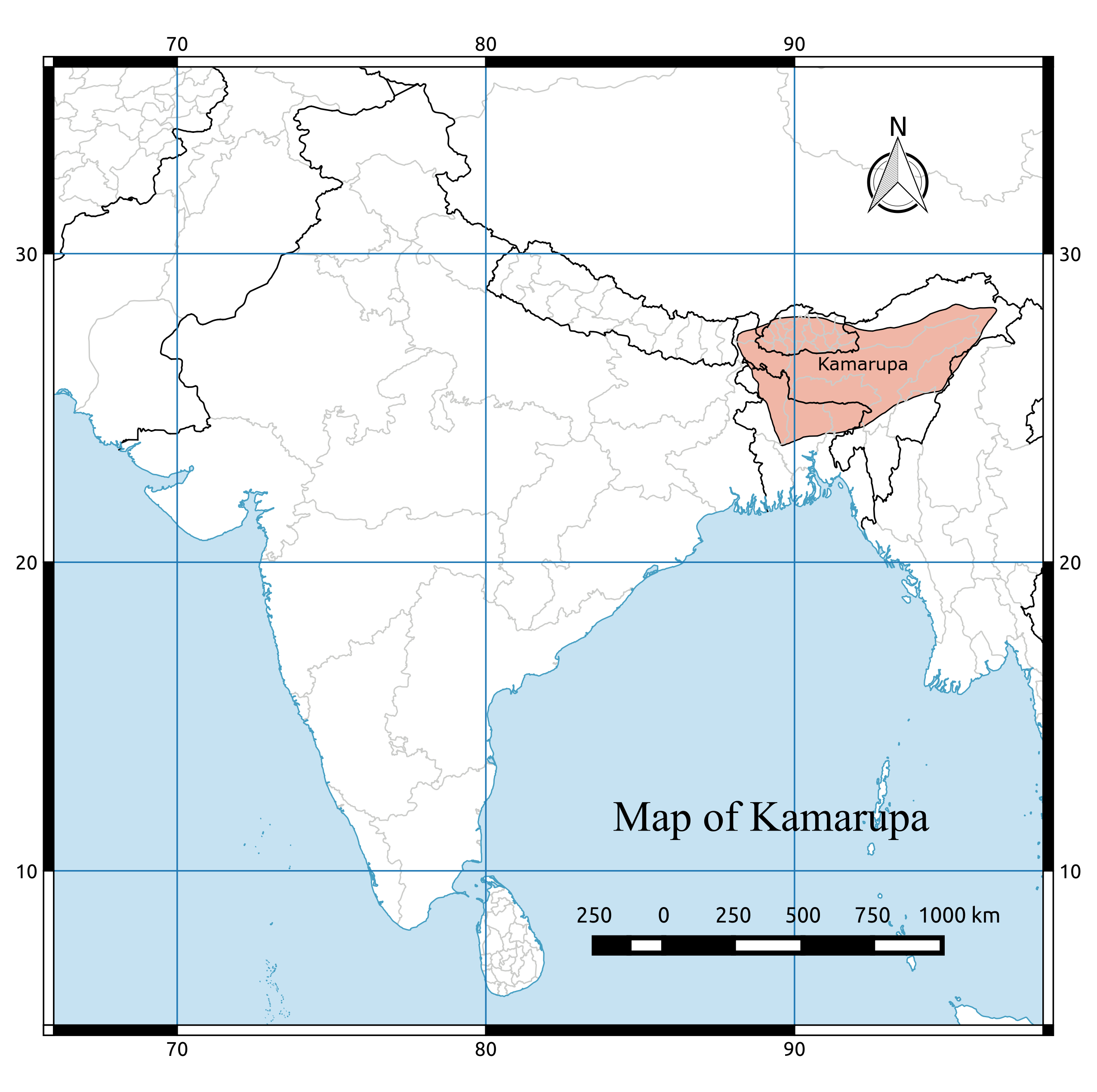
El regne de Twipra en els segles i

Les següents àrees polítiques modernes foren part del regne de Twipra:
- Divisions de Sylhet, Dhaka i Chittagong a Bangladesh
- Vall del Cachar a Assam
- Mizoram i Tripura, estats de l'Índia

El regne dels tipres (o Regne Twipra) en totes les seves èpoques va comprendre les àrees marcades per les següents fronteres:
1. Muntanyes Khasi al nord
2. Muntanyes de Manipur al nord-est
3. Muntanyes d'Arakan (Birmània) a l'Est
4. La badia de Bengala al sud
5. El riu Brahmaputra a l'oest

## Història

### Història antiga
Una llista llegendària de reis tripuris apareix a la crònica Rajmala del segle xv, escrita en vers en bengalí a la cort dels pandits de Dharma Manikya (dinastia reial 1431).
La crònica traça l'ancestre reial en la mitològica Dinastia Lunar (Chandravansha o Somavansha).
En el segle viii, el regne va canviar la seva capital cap a l'est al llarg del riu Surma riu a Sylhet prop de la present ciutat de Kailasahar al nord de Tripura.
La religió dels Tipres tenia 14 deitats conegudes com a choddha devta (en bengalí) i el panteó és encara conservat en el Choddha Devta Mandir a la ciutat Vella d'Agartala, el qual és mantingut pels sacerdots tipres coneguts com a Chontais, que supervisen els festivals de Kharchi i Ker segons les tradicions. És similar a les religions populars xineses.

### Invasions islàmiques
Els rècords històrics més antics respecte del regne de Twipra són del segle xiii, quan primer va ser afectat per les conquestes islàmiques a l'Índia oriental. Aquest és també el temps d'origen de la dinastia Manikya, iniciada quan Ratna Fa va adoptar el títol Manikya, el qual va ser portat per tots els reis efectius de Tripura fins a la mort de Bir Bikram Kishore Manikya el 1947. Ratna Fa va canviar la capital a Rangamati a la riba del riu Gumti, ara al sud de Tripura.
Twipra fou primerament atacada pels musulmans sota Bugra Khan (o Bughra Khan) fill de Balban, però va mantenir la seva independència durant els segles XIV a XIX, fins l'arribada dels britànics. Tripura fou un dels regnes que van rebutjar les successives invasions musulmanes de turcs, habshis, afganesos i moghuls; en moltes ocasions els tripuris també van rebutjar atacs birmans i arakanesos procedents de l'est. Els territoris de les muntanyes de Tripura (Tripura Hills), que formen l'estat actual, les muntanyes de Sylhet a l'estat d'Assam, les muntanyes de Cachar també a Assam, el país mizo (avui estat de Mizoram), i les muntanyes de Chittagong (els Chittagong Hills Tracts), eren territoris independents abans de l'arribada dels britànics. Les planes de Tripura en canvi, havien caigut a mans dels moghuls. Els territoris de les planes de Tripura són avui dia les àrees del sud-est de Dhaka (Dacca) i Comilla; les planes foren islamitzades però les muntanyes de Tripura van servir com a barrera contra la penetració del islam cap a l'est. Els reis de les Muntanyes de Tripura protegien les tradicions i costums hindús. En l'edat moderna són recordats com una de les dinasties més llargues i més estables de l'Índia.
La dinastia Dhanya Manikya (1463-1515) va expandir el territori del regne de Twipra cap a Bengala Oriental. Rangamati va ser rebatejada Udaipur per Udai Manikya. El regne va ser floreixen en els segles xvi i xvii, Reis com Govinda Manikya van defensar el país contra la pressió dels regnes musulmans de l'oest, fins a la conquesta final de les àrees de les planes per un príncep renegat tripuri amb el suport dels governadors moghuls de Bengala Oriental. Després d'això les planes de Twipra van formar un regne vassall dels governants Moghuls, que van agafar influència en la designació dels seus reis.Tanmateix els Moghuls mai van poder penetrar als territoris de muntanya més a l'est. Les planes, d'altra banda, foren islamitzades a través de conversions forçoses dels bengalís que les habitaven.